# 上村健一
上村 健一（うえむら けんいち、1974年4月22日 - ）は、熊本県八代市生まれの元サッカー選手（DF）、サッカー指導者。元日本代表。

## 来歴・人物
熊本県生まれ。小学校5年時に広島県福山市に転居。小中学校の1年先輩に家本政明がいた。広島県立松永高等学校から1993年にサンフレッチェ広島に入団。同期入団は、盧廷潤、アンドレイ、安部雄大、若松賢治。
ヘディングの強いDFとして、Jリーグ発足直後から試合にも出場、当初は相手に強力なエースストライカーがいる時、それをマンマークで抑える時に出番があった。特に1994年優勝したサントリーシリーズ天王山となった清水エスパルス戦で、清水のエース・トニーニョをハードマークし、仕事をさせなかった。その後、靭帯断裂からの回復を経て、1996年にはアトランタオリンピックにオリンピック日本代表として出場。登録こそDFであったが、ヘディングの強さを生かし、試合終盤の前線でのパワープレー要員として起用された。実際、ブラジル戦とハンガリー戦で試合終盤にFWの位置で途中出場をし、ハンガリー戦では投入直後にコーナーキックからファーストタッチとなるヘディングで得点を挙げる。
2001年にはフランスに大敗後、守備の立て直しに着手したフィリップ・トルシエの日本代表に招集され4月のスペイン戦でA代表デビュー。しかし試合終盤に負傷交代しチームが失点して敗戦すると、トルシエは会見で「敗因は最後まで責任を全うできなかった上村にある」と発言している。FIFAコンフェデレーションズカップ2001などにも召集され、Aマッチ計4試合に出場したが、2002 FIFAワールドカップには選出されなかった。その後、両膝を悪くしてから足の速いフォワードに振り切られることが多くなった。
その後2003年にJ2に降格した広島を1年でJ1に復帰させるが、戦力構想外となり2004年はセレッソ大阪に期限付き移籍、さらに2005年は東京ヴェルディ1969(現・東京ヴェルディ)に移籍したが、ヴェルディではまたもJ2降格の憂き目にあってしまった。
2006年10月30日、関東サッカーリーグ1部・横浜スポーツ&カルチャークラブに完全移籍、第30回全国地域リーグ決勝大会で主力として活躍。2007年からはJFL・ロッソ熊本(現・ロアッソ熊本)へ移籍。不動のセンターバックとして活躍し、熊本のJ2昇格に貢献した。2008年のシーズンを最後に現役引退。現役最終戦の対戦相手は奇しくも古巣の広島で、両クラブのサポーターから大きな声援を送られた。
2009年、熊本のコーチに就任。2010年より熊本のアカデミーコーチに就任。
2013年、熊本からの期限付き移籍によりカマタマーレ讃岐のトップチームヘッドコーチに就任。翌年完全移籍。
2018年9月13日の日本サッカー協会理事会でJFA公認S級コーチに認定された。。
2018年12月、讃岐の監督に就任すると発表された。2019年11月25日、今シーズン限りで契約満了により退任すると発表された。
2020年から広州富力（現・広州城）でコーチ。2021シーズンは広州城U-14監督。

## トピックス
2007年2月6日、清水エスパルスとの練習試合において、戸田光洋と激しく接触。
その後の謝罪態度が問題視され、当月は全ての対外試合に出場停止となり、地域奉仕活動に従事することになった。

## 個人成績
| 国内大会個人成績 | 国内大会個人成績 | 国内大会個人成績 | 国内大会個人成績 | 国内大会個人成績 | 国内大会個人成績 | 国内大会個人成績 | 国内大会個人成績 | 国内大会個人成績 | 国内大会個人成績 | 国内大会個人成績 | 国内大会個人成績 |
| 年度             | クラブ           | 背番号           | リーグ           | リーグ戦         | リーグ戦         | リーグ杯         | リーグ杯         | オープン杯       | オープン杯       | 期間通算         | 期間通算         |
| 年度             | クラブ           | 背番号           | リーグ           | 出場             | 得点             | 出場             | 得点             | 出場             | 得点             | 出場             | 得点             |
| 日本             | 日本             | 日本             | 日本             | リーグ戦         | リーグ戦         | リーグ杯         | リーグ杯         | 天皇杯           | 天皇杯           | 期間通算         | 期間通算         |
| ---------------- | ---------------- | ---------------- | ---------------- | ---------------- | ---------------- | ---------------- | ---------------- | ---------------- | ---------------- | ---------------- | ---------------- |
| 1993             | 広島             | -                | J                | 17               | 1                | 6                | 0                | 2                | 0                | 25               | 1                |
| 1994             | 広島             | -                | J                | 26               | 0                | 1                | 0                | 2                | 0                | 29               | 0                |
| 1995             | 広島             | -                | J                | 46               | 4                | -                | -                | 4                | 0                | 50               | 4                |
| 1996             | 広島             | -                | J                | 12               | 2                | 7                | 0                | 0                | 0                | 19               | 2                |
| 1997             | 広島             | 19               | J                | 3                | 0                | 0                | 0                | 0                | 0                | 3                | 0                |
| 1998             | 広島             | 19               | J                | 17               | 0                | 0                | 0                | 3                | 0                | 20               | 0                |
| 1999             | 広島             | 19               | J1               | 29               | 7                | 4                | 1                | 5                | 1                | 38               | 9                |
| 2000             | 広島             | 19               | J1               | 28               | 6                | 3                | 0                | 2                | 0                | 33               | 6                |
| 2001             | 広島             | 19               | J1               | 25               | 2                | 5                | 0                | 2                | 0                | 32               | 2                |
| 2002             | 広島             | 19               | J1               | 10               | 1                | 0                | 0                | 4                | 0                | 14               | 1                |
| 2003             | 広島             | 19               | J2               | 38               | 0                | -                | -                | 4                | 0                | 42               | 0                |
| 2004             | C大阪            | 19               | J1               | 15               | 0                | 6                | 0                | 0                | 0                | 21               | 0                |
| 2005             | 東京V            | 19               | J1               | 18               | 0                | 4                | 0                | 1                | 0                | 23               | 0                |
| 2006             | 東京V            | 19               | J2               | 1                | 0                | -                | -                | -                | -                | 1                | 0                |
| 2006             | YS横浜           | 19               | 関東1部          | 0                | 0                | -                | -                | -                | -                | 0                | 0                |
| 2007             | 熊本             | 19               | JFL              | 30               | 3                | -                | -                | 1                | 0                | 31               | 3                |
| 2008             | 熊本             | 19               | J2               | 28               | 0                | -                | -                | 0                | 0                | 28               | 0                |
| 通算             | 日本             | 日本             | J1               | 246              | 23               | 36               | 1                | 25               | 1                | 307              | 25               |
| 通算             | 日本             | 日本             | J2               | 67               | 0                | -                | -                | 4                | 0                | 71               | 0                |
| 通算             | 日本             | 日本             | JFL              | 30               | 3                | -                | -                | 1                | 0                | 31               | 3                |
| 通算             | 日本             | 日本             | 関東1部          | 0                | 0                | -                | -                | -                | -                | 0                | 0                |
| 総通算           | 総通算           | 総通算           | 総通算           | 343              | 26               | 36               | 1                | 30               | 1                | 409              | 28               |

- 1994年
  - Jリーグチャンピオンシップ 2試合0得点
- 2006年
  - 第30回全国地域リーグ決勝大会 2試合

## 代表歴

### 出場大会など
- 1996年 アトランタオリンピック(グループリーグ敗退)
- 2001年 FIFAコンフェデレーションズカップ2001(3試合0得点)

### 試合数
- 国際Aマッチ 4試合 0得点(2001年)

| 日本代表 | 国際Aマッチ | 国際Aマッチ |
| 年       | 出場        | 得点        |
| -------- | ----------- | ----------- |
| 2001     | 4           | 0           |
| 通算     | 4           | 0           |

### 出場
| No. | 開催日         | 開催都市 | スタジアム                       | 対戦相手       | 結果 | 監督                 | 大会                       |
| --- | -------------- | -------- | -------------------------------- | -------------- | ---- | -------------------- | -------------------------- |
| 1.  | 2001年04月25日 | コルドバ |                                  | スペイン       | ●0-1 | フィリップ・トルシエ | 国際親善試合               |
| 2.  | 2001年05月31日 | 新潟県   | 新潟スタジアム                   | カナダ         | ○3-0 | フィリップ・トルシエ | コンフェデレーションカップ |
| 3.  | 2001年06月04日 | 茨城県   | 茨城県立カシマサッカースタジアム | ブラジル       | △0-0 | フィリップ・トルシエ | コンフェデレーションカップ |
| 4.  | 2001年06月07日 | 神奈川県 | 横浜国際総合競技場               | オーストラリア | ○1-0 | フィリップ・トルシエ | コンフェデレーションカップ |

## 経歴

### クラブ
- 初出場　1993年7月14日 対ヴェルディ川崎戦（等々力陸上競技場）
- 初得点　1993年7月24日 対浦和レッドダイヤモンズ戦（広島スタジアム）

### 代表
- 初出場　2001年4月25日  スペイン代表戦（コルドバ）

## 指導歴
- 2009年 - 2012年 ロアッソ熊本
  - 2009年 トップチームコーチ
  - 2010年 - 2012年 アカデミーコーチ
- 2013年 - 2019年　カマタマーレ讃岐
  - 2013年 - 2016年 トップチームヘッドコーチ
  - 2017年 トップチームコーチ
  - 2018年 トップチームヘッドコーチ
  - 2019年 トップチーム監督

- 2020年 - 　中国広州城（広州富力）　
  - 2020年　トップチームコーチ
  - 2021年　U13監督

## 監督成績
| 年度 | クラブ           | 所属 | リーグ戦 | リーグ戦 | リーグ戦 | リーグ戦 | リーグ戦 | リーグ戦 | カップ戦  | カップ戦  |
| 年度 | クラブ           | 所属 | 順位     | 勝点     | 試合     | 勝       | 分       | 敗       | Jリーグ杯 | 天皇杯    |
| ---- | ---------------- | ---- | -------- | -------- | -------- | -------- | -------- | -------- | --------- | --------- |
| 2019 | カマタマーレ讃岐 | J3   | 14位     | 39       | 34       | 10       | 9        | 15       | －        | 2回戦敗退 |